# Comté de Carroll (Virginie)
Pour les articles homonymes, voir Comté de Carroll.
Le comté de Carroll est un comté de Virginie, aux États-Unis. Il est situé partie sur le Piedmont, partie sur les Appalaches. Le siège du comté et la plus grande ville est Hillsville
Il a été fondé en 1842 par distraction du comté de Grayson et nommé en l'honneur de Charles Carroll, un des signataires de la Déclaration d'Indépendance. Son territoire a ensuite été agrandi par distraction d'une partie du comté de Patrick.
Sa superficie est de 1 238 km2. Selon le recensement de 2010, la population était de 30 042 habitants. 

## Géolocalisation
| Comté de Wythe                  | Comté de Pulaski                  | Comté de Floyd   |
| Comté de Grayson Ville de Galax | Comté de Carroll                  |                  |
|                                 | Comté de Surry (Caroline du Nord) | Comté de Patrick |